# Козлов, Аким Алексеевич
Аки́м Алексе́евич Козло́в (9 сентября 1908, Ярыгино ― 22 ноября 1992, Санкт-Петербург) ― российский советский тромбонист и музыкальный педагог. Солист ЗКР симфонического оркестра Ленинградской филармонии, профессор Ленинградской и Петрозаводской консерваторий, а также Ленинградского института культуры им. Н. К. Крупской, заслуженный артист РСФСР.

## Биография
Аким Козлов окончил рабфак Ленинградской консерватории в 1933 году по классу Петра Волкова. Затем он продолжил обучение в самой консерватории в классе Евгения Рейхе. В 1938 году он окончил Ленинградскую консерваторию, а в 1947 — аспирантуру.
Более пятидесяти лет (С 1937 по 1989 год) Козлов был солистом ― концертмейстером группы тромбонов ЗКР симфонического оркестра Ленинградской филармонии под руководством Евгения Мравинского.
С 1946 по 1970 год Аким Козлов преподавал в Ленинградской консерватории. В 1958 году ему было присвоено звание доцента, в 1967 — профессора. С 1972 по 1983 год он продолжал преподавательскую деятельность в Петрозаводском филиале Ленинградской консерватории, а с 1986 года — в Ленинградском государственном институте культуры им. Н. К. Крупской. Среди учеников Козлова Виктор Венгловский , Борис Виноградов, Алексей Евтушенко.
6 января 2009 года в Петербурге состоялся концерт, посвящённый столетию со дня рождения Акима Козлова. В концерте приняли участие симфонический оркестр Санкт-Петербургской филармонии под управлением Василия Петренко и македонский пианист Симон Трпчески.

## Творчество
По мнению народного артиста СССР дирижёра Натана Рахлина, творчество Акима Козлова способствовало значительному расширению роли тромбона в симфоническом оркестре. Благодаря ему и другим представителям «…орлиной стаи тромбонистов-виртуозов…», оркестровые тромбоновые партии изменились в сторону большей технической виртуозности и «…виолончельной певучести…». Об исполнительской манере самого Козлова Рахлин писал следующее: 
Он с блеском преодолевает технические трудности. Красивый и могучий звук его инструмента придаёт особенную окраску звучности оркестра. В сольных эпизодах, монологах он бывает строгим и лиричным, находит индивидуальные краски, нюансы, придающие симфоническим образам ясность, точность характеристики, романтическую приподнятость и реалистическую определённость.
.

## Аудиозаписи
- Даниэль Шпеер: Соната для 4 тромбонов и генерал-баса ля-минор
Виктор Венгловский, Аким Козлов, Николай Коршунов, Георгий Данилов (тромбоны), Нина Оксентян (орган)
Соната для 2 труб, 3 тромбонов и органа
Валентин Марков, Юрий Большиянов (трубы), Виктор Венгловский, Аким Козлов, Николай Коршунов (тромбоны), Нина Оксентян (орган)
на грампластинке «Сонаты для духовых»
Запись 1971 года, Мелодия: № 131
- Даниэль Обер: 3 миниатюры для 3 тромбонов и тубы
Виктор Венгловский, Аким Козлов, Георгий Данилов (тромбоны), Валентин Галузин (туба)
на грампластинке «Музыка для духового ансамбля»
Запись 1971 года, Мелодия: № 219
- * К.Сероцкий. Четыре пьесы из сюиты для 4-х тромбонов (соч. 1953 г.) /А.Дубенский. Кончерто гроссо для трёх тромбонов и тубы
Виктор Венгловский, Аким Козлов, Николай Коршунов и Георгий Данилов (тромбоны), Николай Куйванен (туба). 
Запись 1968 года, Мелодия, Д-00021451-2: [5]

## Семья
Родители Акима Козлова смоленский крестьянин Алексей Дементьевич Козлов и его жена Евдокия Ивановна имели большую семью. Алексей Дементьевич умел играть на гармони и любил устраивать самодеятельные концерты вместе со своими детьми.
Жена Акима Козлова Антонина Ефимовна не была музыкантом. Их сын контрабасист Борис Акимович Козлов был женат на арфистке Татьяне Лазаревне Тауэр. Внучка Анастасия Козлова (скрипачка). Правнучка Варвара Де Хаан.

## Награды и звания
- Орден «Знак Почёта» (1983)
- Заслуженный артист РСФСР (1956)